# Palacio de la Cultura Energetik

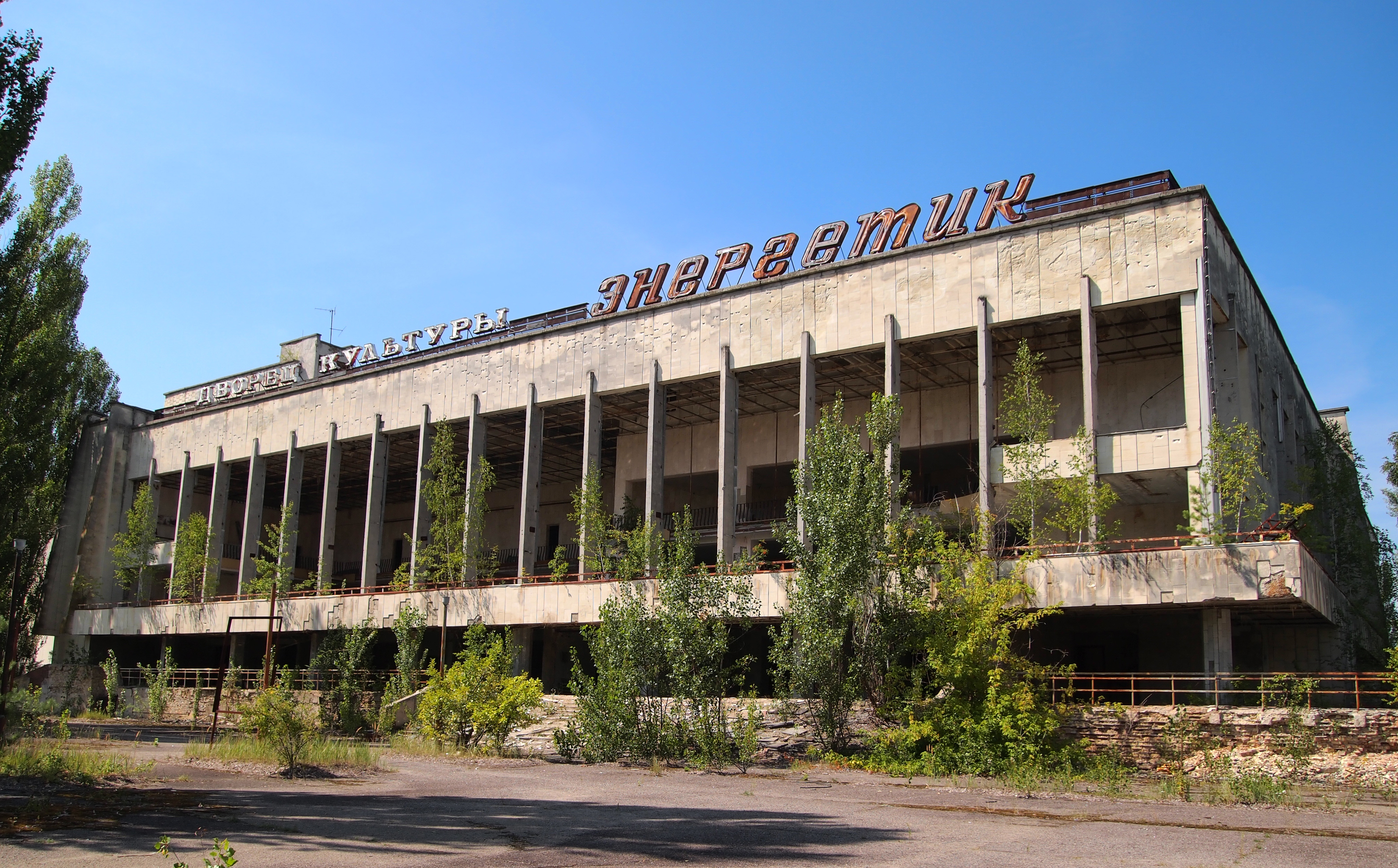
Fachada principal del Palacio de la Cultura Energetik

El Palacio de la Cultura Energetik (Дворец культуры Энергетик en ruso, transl.: Dvorets Kultury Energetik) era un pabellón multiusos ubicado en Prípiat, Óblast de Kiev, dentro de la zona de exclusión.
En el presente, el edificio se encuentra en estado de abandono desde 1986, año en el que sucedió el accidente de Chernóbil.

## Historia
Fue construido en 1970 y dos años después sería inaugurado.
El centro disponía de una amplia gama de actividades para la población local como: sala de cines, teatro, biblioteca, polideportivo y sala de bailes al igual que una sala de conferencias para reuniones o propaganda política.
Tras la explosión de la central nuclear en la madrugada del 25 al 26 de abril de 1986, la ciudad tuvo que ser evacuada al segundo día, y al igual que los demás edificios, el Energetik se encuentra en un avanzado estado de abandono.
Cabe destacar, que una de los ciudadanas más ilustres: Lyubov Sirota, escribió durante un tiempo en el Energetik.